# Zeegerst
Zeegerst (Hordeum marinum) is een eenjarige plant, die behoort tot de grassenfamilie (Poaceae). De soort staat op de Nederlandse Rode lijst van planten als zeldzaam en sterk afgenomen. De plant komt van nature voor in Eurazië en is vandaar uit verspreid naar Noord-Amerika en Australië.
De plant wordt 10-40 cm hoog en heeft een blauwachtig groene kleur. De opstijgende stengels zijn geknikt en hebben drie of vier knopen. De bladeren zijn 1,5-8 cm lang en 1-3,5 cm breed. De bladeren hebben kleine oortjes en kleine, korter dan 1 mm lange tongetjes. De bladscheden van de bovenste bladeren zijn opgeblazen.
Zeegerst bloeit van mei tot juli. De bloeiwijze is een 4-6 cm lange aar. De kelkkafjes zijn ruw. De buitenste aartjes hebben priemvormige kelkkafjes, maar de binnenste zijn kelkhafjes breder. Het onderste kroonkafje heeft een ongeveer 2 cm lange kafnaald. Het bovenste kroonkafje is 9 mm lang. De 19 mm lange helmhokjes zijn eerst geel en verkleuren later naar paars.
De vrucht is een graanvrucht.
De plant komt voor op hoge schorren, kwelders, binnendijkse zilte graslanden en zeedijken.

## In andere talen
- Duits: Strand-Gerste, Meerstrandgerste
- Engels: Sea barley, Seaside barley
- Frans: Orge marine